# Tecla Famiglietti
Madre Tecla Famiglietti, detta Tekla (Sturno, 23 dicembre 1936 – Roma, 3 marzo 2020), è stata una religiosa italiana, dal 1977 al 2016 Abbadessa generale dell'Ordine del Santissimo Salvatore di Santa Brigida.

## Biografia
Nata in un paese dell'Irpinia, trascorse l'infanzia negli anni della seconda guerra mondiale in assenza di suo padre e suo fratello, entrambi arruolati nell'esercito. La tragedia della guerra e il ritorno dalla prigionia di suo padre in Sud Africa e di suo fratello mutilato a una gamba, le fecero maturare il desiderio di dedicare la sua vita a Gesù. Malgrado l'iniziale disapprovazione del padre, a quindici anni riuscì a ottenere, insieme ad altre ragazze del suo paese, il permesso di entrare nella congregazione delle brigidine a Roma, dove completò gli studi. Pochi anni dopo, la sua famiglia si trasferì negli Stati Uniti.
Nei primi anni da suora, trascorsi in un convento di Lugano, la giovane Famiglietti conobbe madre Maria Elisabeth Hesselblad, la badessa svedese che nella prima metà del novecento aveva ridato nuova vita all'ordine delle brigidine dopo secoli di inattività, grazie ai rapporti con papa Pio XI (che donò all'ordine una struttura di quattro piani in Piazza Farnese ove visse gli ultimi anni della sua vita santa Brigida di Svezia e che oggi è un albergo a cinque stelle) e con numerosi statisti, politici e benefattori di alto rango. Tra questi, tuttavia, figurano anche personaggi storicamente molto discussi come Juan Domingo Perón, presidente argentino che aveva dato asilo ai nazisti sfuggiti ai processi per crimini di guerra, Fulgencio Batista, dittatore cubano, Anastasio Somoza, dittatore nicaraguense, Francisco Franco, caudillo spagnolo.
Tecla Famiglietti divenne badessa generale nel 1981. Da allora, nella tradizione di chi l'aveva preceduta alla guida dell'ordine, ha coltivato i legami con i vertici della curia romana diventando una protagonista della Chiesa cattolica, tanto che è stata una delle pochissime persone ammesse al capezzale di papa Giovanni Paolo II al momento della sua morte, avvenuta nel 2005.
Ha continuato inoltre a tessere i rapporti con i leader politici di numerosi stati, difendendo gli interessi e la sopravvivenza economica del suo ordine anche attraverso l'apertura di numerose strutture destinate all'ospitalità e gestite direttamente da suore dell'ordine. È autorevole membro dell'Ordine Militare del Ss. Salvatore e di S. Brigida di Svezia.
Due anni dopo lo storico viaggio di Giovanni Paolo II a Cuba, avvenuto nel 1998 e grazie al quale si era avviato il disgelo tra la Santa Sede e l'isola caraibica, madre Tecla riuscì a incontrare il leader Fidel Castro e a farsi concedere l'autorizzazione ad aprire un piccolo convento sull'isola. Solo tre anni più tardi, nel 2003, venne inaugurata nel centro dell'Avana una grande struttura alberghiera, la più prestigiosa delle quattro attualmente gestite dalle brigidine nell'isola.
Fervente tradizionalista e convinta della sua vocazione («Sono una suora che crede fermamente»), ambiziosa e determinata, Madre Tecla ha esercitato negli ultimi anni una grande influenza sul Vaticano grazie alla rete di relazioni che è riuscita a intrattenere con i potenti del mondo e grazie all'impero economico costituito da strutture destinate all'ospitalità e presenti in numerosi paesi. Ha organizzato numerose conferenze di studio sull'ecumenismo, ha aperto 16 nuove case religiose nel mondo e si è battuta per importanti iniziative umanitarie, come quella contro il traffico di donne. È stata tuttavia oggetto di polemiche quando, nel 2002, sei suore indiane fuggirono dal convento di Farfa riparando nell'abbazia di San Giovanni Evangelista a Parma. Le suore accusavano madre Tecla di averle maltrattate, costringendole a lavori umili con ritmi di lavoro insostenibili e sottraendo loro il tempo da dedicare alla preghiera. La badessa si rifiutò di consegnare loro i passaporti e fece pressioni sulle autorità affinché venissero espulse dal paese; la magistratura che si occupò della vicenda ordinò che le giovani suore ricevessero un nuovo passaporto e una tessera sanitaria, tuttavia la badessa non è mai stata sottoposta a indagine.
È morta a Roma, il 3 marzo 2020, all'età di 83 anni.